# Martinskirche (Södel)

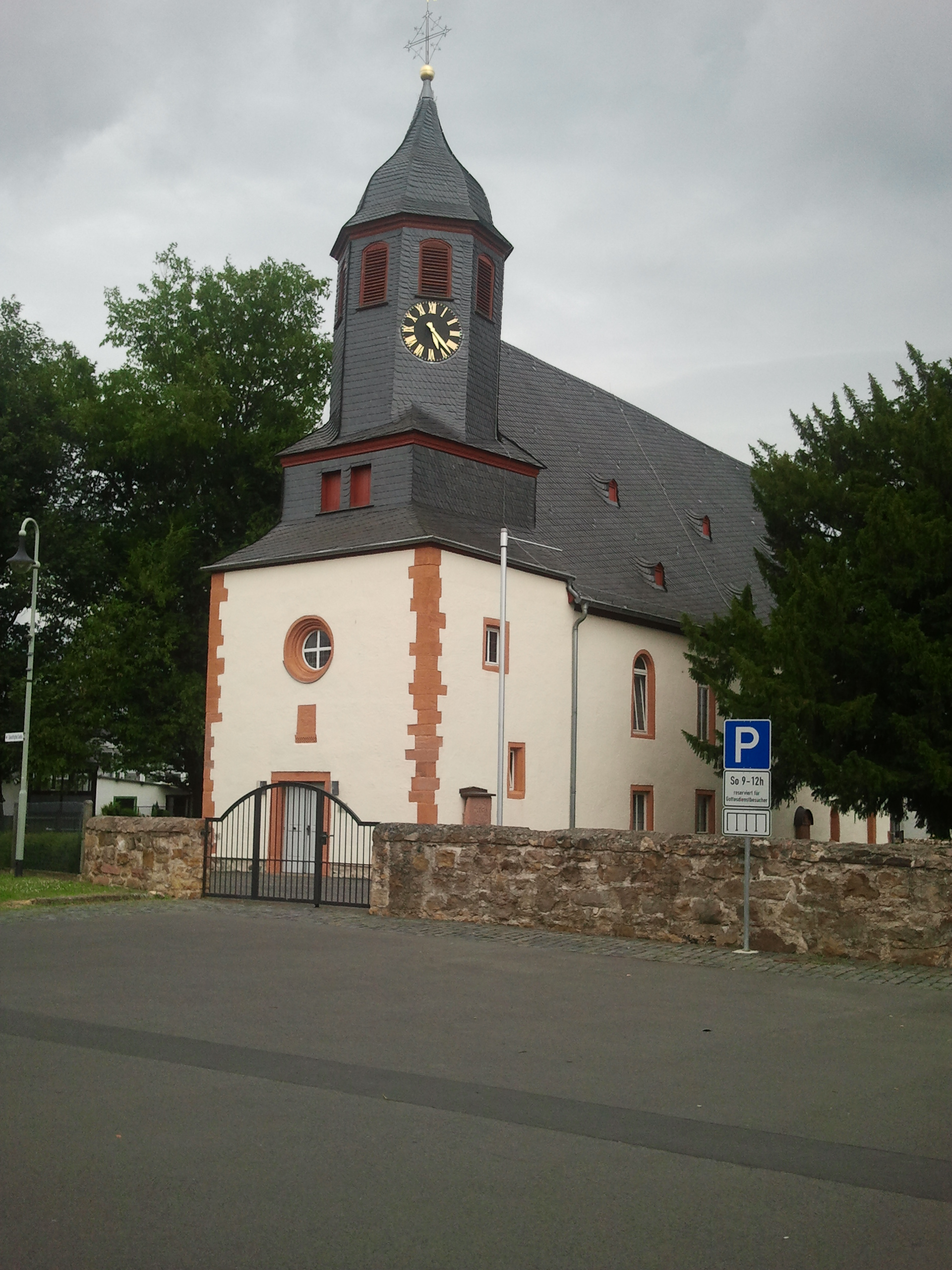
Martinskirche (Södel)

Die Evangelische Martinskirche ist ein denkmalgeschütztes Kirchengebäude, in Södel, einem Ortsteil der Gemeinde Wölfersheim im Wetteraukreis in Hessen. Die Kirche gehört zum Dekanat Wetterau in der Propstei Oberhessen der Evangelischen Kirche in Hessen und Nassau.

## Geschichte
Das Patrozinium des Heiligen Martin bildet einen Verweis auf das hohe Alter der Kirche. Wahrscheinlich entstand eine erste Kirche um das Jahr 800. Zugleich weist es auf das Erzstift Mainz. Dieses hatte große Besitzungen in Södel, Wölfersheim und in den später wüst gefallenen Orten Daimdal (Dorntal), Geisenheim und Heienheim. Wölfersheim blieb bis 1611 Filiale der Södler Mutterkirche.

## Beschreibung
Der Kirchturm im Westen wurde 1615/16 nach einem Entwurf von Johannes Reuss aus Södel in Breite des ursprünglichen Langhauses auf dem Fundament eines Vorgängerturms aus dem 13. Jahrhundert neu gebaut. Reuss leitete auch den Umbau der Burg in das Schloss Södel.
1615 fragt die Gemeinde Södel bei dem Marienstift Lich an, was mit dem baufälligen Turm zu geschehen sei. Daraufhin wird beschlossen, den Turm zur Vermeydung größeren Schadens niederzulegen.
1617–23 wurde das Langhaus nach Norden verbreitert. Dadurch steht der Kirchturm nicht mehr in der Längsachse, sondern bündig mit der südlichen Außenwand des Langhauses. Die steinernen unteren Geschosse des Kirchturms sind mit einem achteckigen Geschoss aus schiefergedecktem Holzfachwerk versehen, das die Turmuhr und hinter den Klangarkaden den Glockenstuhl beherbergt. Darauf sitzt eine Glockenhaube. In den mit einer Flachdecke überspannten Innenraum, die von Unterzügen getragen wird, wurden 1824 Emporen eingebaut. Über dem Eingangsportal des Turms befindet sich ein Scheibenkreuz aus dem 14. oder 15. Jahrhundert. Es ist in ca. 3,5 m Höhe eingemauert und hat einen Durchmesser von 14,5 cm. Damit ist es der kleinste hessische Scheibenkreuz-Grabstein. Kunsthistorisch stellt es eine einfache bäuerliche Arbeit dar, die vor Ort entstanden ist.
In der Westwand des Kirchenschiffs befindet sich in Höhe der Emporen ein Hagioskop, das in die Turmwand eingelassen ist. Nach einem dendrochronologischen Gutachtens waren die Baumaßnahmen 1623 abgeschlossen.

## Orgel
Die erste Orgel wurde 1696 von dem Orgelbauer Georg Wagner aus Lich gebaut. Die Orgelbühne wurde bereits ein Jahr zuvor gemauert und gezimmert. Die Orgelpfeifen besorgte man aus Staden. 1788/89 wurden gleich zwei Verträge für den Neubau einer Orgel abgeschlossen. Den Auftrag erhielt Johann Andreas Heinemann aus Gießen. 1791 wurde die Orgel aufgerichtet. Eine spätere Orgel stammte von den Gebrüdern Bernhard. 1871 erneuerte Johann Georg Forster diese Orgel nach einer Innenrenovierung der Kirche. Neue Prospektpfeifen wurden 1913 eingebaut. Da man die Orgelpfeifen im Ersten Weltkrieg einschmolz, musste die Orgelbauerfirma Förster & Nicolaus aus Lich 58 neue Orgelpfeifen einsetzen. Diese Orgel wurde bis 1964 genutzt.
Die neue Orgel wurde von B. Schmidt von Gelnhausen gebaut.

## Glocken

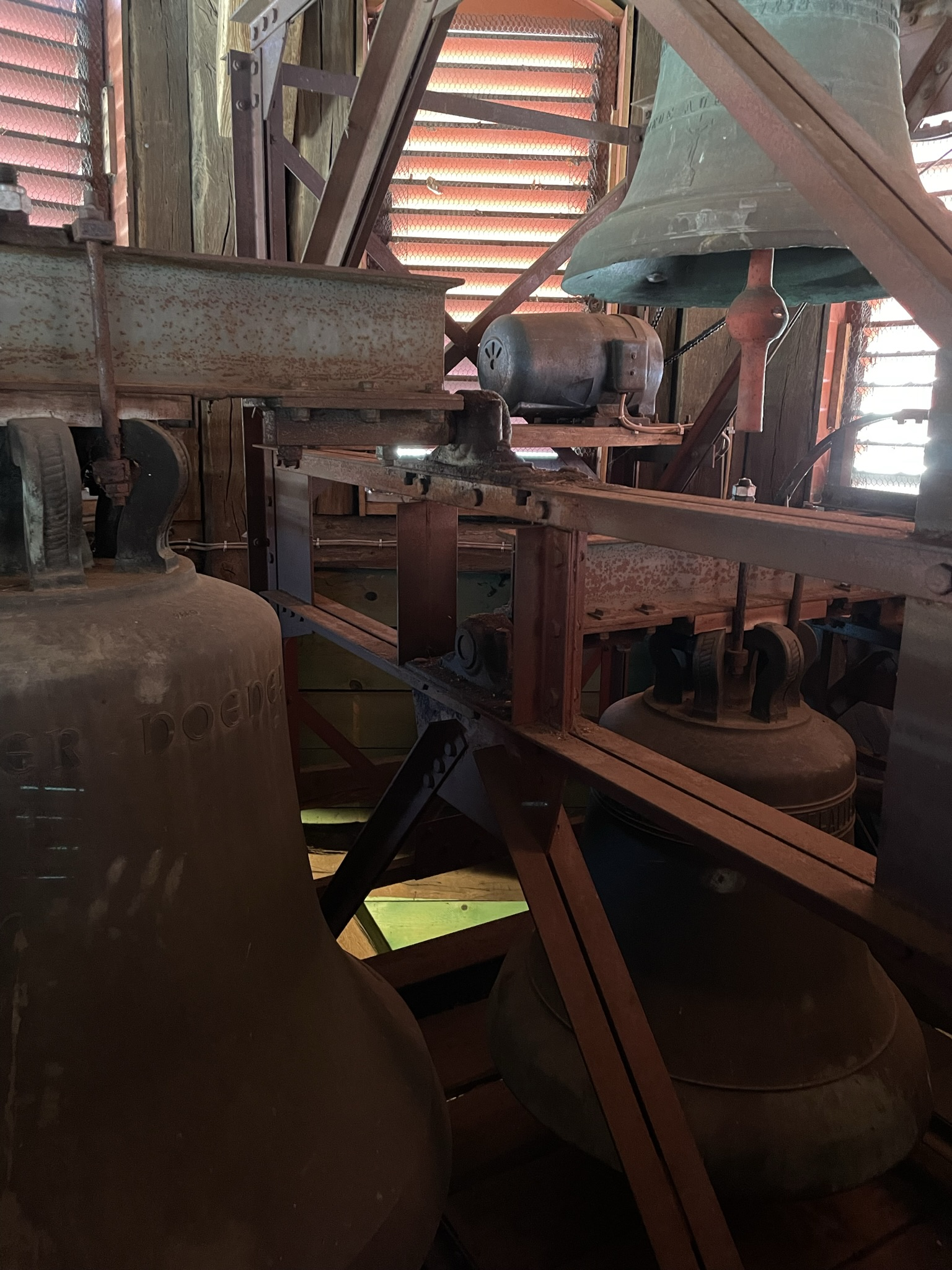
Die Glocken

Die Glocken hängen in einem Stahlglockenstuhl der über mehrere Etagen im Turm befestigt ist.
| Glocke | Gussjahr/Gießer                                         | Schlagton |
| ------ | ------------------------------------------------------- | --------- |
| 1      | 1956 von Gebr. Rincker Sinn                             | fis1      |
| 2      | 1950 von Gebr. Rincker Sinn                             | a1        |
| 3      | 1853 von Bach (Glockengießer) Ph. H. Bach aus Windecken | cis2      |